# Seconda Repubblica Pisana
La Seconda Repubblica Pisana fu un antico Stato indipendente, esistito dal 1494 al 1509.

## Storia

### La nascita

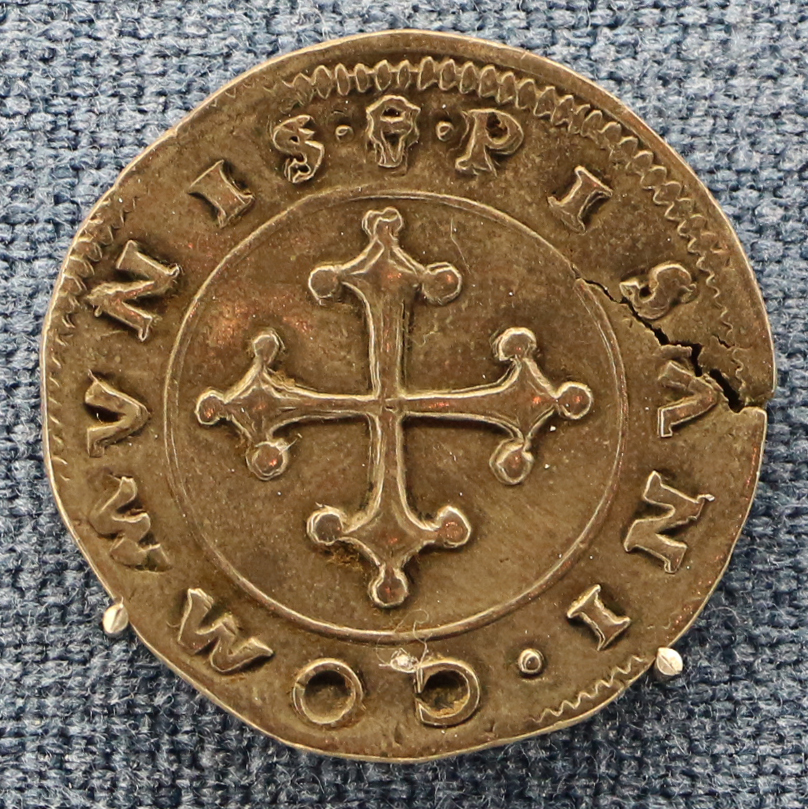
Un testone pisano del periodo della seconda repubblica

Nel 1494, il re dei francesi Carlo VIII scese in Italia, per reclamare un lontano diritto ereditario verso la corona del Regno di Napoli. Arrivato in Toscana, dopo aver saccheggiato il 29 ottobre Fivizzano e aver posto sotto assedio la rocca di Sarzanello chiese a Piero de' Medici, figlio di Lorenzo il Magnifico di lasciargli il passo per Firenze. Piero, all'insaputa della sua stessa città, concesse oltre al passo richiesto anche le fortezze di Sarzanello, Sarzana e di Pietrasanta e le città di Pisa e Livorno. L'8 novembre Piero tornò a Firenze, ma fu immediatamente cacciato dai fiorentini; lo stesso giorno Carlo VIII arrivò a Pisa.
Il 9 novembre 1494, il sovrano francese venne accolto con giubilio dal popolo pisano che chiedeva a gran voce la libertà. Quello stesso giorno Carlo VIII incontrò l'ambasciatore pisano Simon Francesco Orlandi, quest'ultimo rischiando la propria vita denunciò l'oppressione dei fiorentini verso il suo popolo. La reazione del re e della sua corte si dimostrò positiva.
La popolazione convinta di aver ottenuto una promessa di sostegno, scese in piazza imbracciando le armi e diede inizio alla rivolta. Poche ore dopo tutte le autorità fiorentine (soldati, gabellieri e ricevitori delle contribuzioni) furono cacciate. In concomitanza anche le campagne circostanti si ribellarono: Cascina, Vicopisano, Palaia, Santa Luce, Chianni e molte altre località.
I leoni di marmo posti dalla repubblica di Firenze negli edifici pubblici (in segno dell'autorità del partito guelfo e della stessa repubblica fiorentina), furono atterrati e gettati nell'Arno. In seguito dieci cittadini vennero scelti per formare l'amministrazione della rinascente repubblica.

### La guerra con Firenze e la caduta di Pisa
La nuova repubblica pisana resistette per oltre un decennio ai furiosi assalti fiorentini (composti anche da decine di migliaia di uomini), fino a quando nell'anno 1509 Giovanni Gambacorta, incaricato Cavaliere e Difensore del Popolo, patteggiò coi fiorentini e, in cambio di beni e denaro, fece aprire la Porta di San Marco all'esercito fiorentino. L'8 giugno le truppe fiorentine entrarono in città dichiarando la fine della repubblica.